# North American Vertical Datum of 1988
Datele verticalității în America de Nord (din 1988), acronim NAVD88 (în original, The North American Vertical Datum of 1988) este un set de măsurători de date geodezice referitoare la înălțimea ortometrică stabilită pentru a controla topografierea în  Statele Unite ale Americii, bazată pe Ajustările generale ale datelor din America de nord din 1988 (în original, General Adjustment of the North American Datum of 1988). 

## Descriere
Culegerea setului de date NAVD88 a fost un aranjament la nivelul anului 1991 de culegere de date geodezice în trei țări din America de Nord: Canada, Mexic și Statele Unite ale Americii.  În setul de date, nivelul primar al fluxului Marilor Lacuri, consemnat în 1985 (cunoscut tehnic sub denominarea, International Great Lakes Datum of 1985)  a fost considerat de referință, combinat cu nivelul local al oceanului în Rimouski, Quebec, Canada.
Alte semne adiționale de marcare ale verticalității ale fluxului nu au fost folosite datorită variațiilor demonstrate în topografia suprafețelor mărilor și oceanelor.  Spre exemplificare, suprafața medie a oceanelui planetar nu are aceeași suprafață echipotențială pentru toate maximele fluxului.

## Definire, substituire
Definirea setului de măsurători NAVD88 utilizează definiția Helmert a înălțimii ortometrice, ce calculează localizarea unui geoid (care aproximează nivelul mării) prim modelarea intensității grăvității local.  Modelul și setul de măsurători NAVD88 se bazează pe măsurătorile de precizie ridicată existente atunci și rămân astfel în ciuda progreselor ulterioare semnificative în modelarea matematică a geoizilor, precum și progresele înregistrate în măsurarea intensității câmpului gravitațional.
Setul NAVD88 a înlocuit setul de date cunoscut ca National Geodetic Vertical Datum of 1929 (NGVD29), cunoscut anterior sub denominarea de Sea Level Datum of 1929.  Deși diferențele între punctele de altitudine din orice zona locală par a fi neglijabile, în raport cu cele două seturi de date seturi de date, totuși ele există.  În ciuda folosirii unui model simplu al gravității, bazat pe latitudine pentru a calcula geoidul teoretic, modelul NGVD29 s-a dovedit incredibil de precis.  Diferențele de altitudine există (între NGVD29 și NAVD88), dar sunt foarte mici, iar diferențele dintre punctele suprafeței geoidului fuseseră minimale.

## Vedeți și
- Altitudine
- Altitudine topografică
- Geoid
- Geodezică
- Geodezie
- Modelul elipsoidal al Terrei
- Topografie
- Sea Level Datum of 1929